# Нейрат, Мари
Мари Нейрат (урождённая Рейдемейстер, нем. Marie Neurath (Reidemeister); 27 мая 1898, Брауншвейг — 10 октября 1986, Лондон) — немецкий дизайнер, член команды, которая разработала Венский метод графической статистики (нем. Wiener Methode der Bildstatistik), который позднее она переименовала в Изотип. Она также была автором и дизайнером множества учебных книг для молодых читателей. Её братом был математик Курт Рейдемейстер.

## Биография
С 1917 по 1924 год Мари Рейдемейстер изучала математику и физику в Гёттингене, а также, в 1919 году, брала отдельные курсы в местной школе искусств (нем. Kunstschule). Незадолго до окончания учебы она познакомилась с Отто Нейратом и вскоре переехала в Вену. В 1925 году она начала работать в Социально-экономическом музее Вены (нем. Gesellschafts- und Wirtschaftsmuseum). Музей был основан, чтобы донести городскую социальную программу реформ до широкой общественности. Должность в музее стала началом её деятельности в качестве «трансформатора» (говоря современным языком — дизайнера) в команде Отто Нейрата: группа проектировала графические изображения, содержавшие социальную информацию — одну из самых ранних форм информационного дизайна.
Другой важный член группы Нейрата — немецкий художник Герд Арнц — присоединился к коллективу в 1928 году. Мари Рейдемейстер проработала в венском музее до кратковременной гражданской войны в Австрии (в 1934 году), после чего она вынуждена была покинуть страну вслед за Нейратом (видным социал-демократом) и Арнцем (связанным с радикальными левыми группам). Они перебрались в Гаагу.
Следствием переезда стала необходимость переименования метода, разрабатываемого группой, который ранее назывался «Венским». В 1935 году Мари Нейрат разработала акроним «Изотип» (Международная система обучения типовому изображению) — по аналогии с «Основным английским» Чарльза Кэй Огдена. Сам метод был предназначен для графической статистики — его назначением было разъяснение научных знаний для неспециалистов. В результате, большие объёмы данных могли быть переведены в понятную и легко запоминающуюся визуальную форму. Конечным итогом должна была стать система, содействующая популяризации и «демократизации» знаний.
В то время как Отто Нейрат собрал информацию, а Арнц разработал пиктограммы и графику, Рейдемейстер преобразовала данные в доступное визуальное представление. Своей работой она связывала технических экспертов, графических дизайнеров и целевую аудиторию. Отто Нейрат называл эту позицию «общественным попечителем».
В 1940 году, когда армия Третьего Рейха вторглась в Нидерланды, Рейдемейстер вместе с Нейратом сбежала в Англию, а Арнц остался в Гааге. В 1941 году, после освобождения из лагеря для интернированных — куда их заключили как «вражеские мигрантов» — Мари и Отто поженились и возобновили свою работу — на этот раз, в Оксфорде, где они учредили институт Изотип.
В 1945 году, после смерти Отто Нейрата, Мари продолжила их работу. В 1948 году она, вместе с небольшим количеством английских ассистентов, переехала в Лондон. В 1971 году, после выхода на пенсию, она передала рабочие материалы института в университет Рединга, где они до сих пор размещаются в отделе типографии и графической коммуникации (коллекция изотипов Отто и Мари Нойрат). После этого она посвятила себя созданию работ о жизни и деятельности Отто Нейрата. Кроме того Мари редактировала и переводила его произведения. Мари Нейрат умерла в Лондоне в 1986 году.

## Произведения
- Otto Neurath (ed. Marie Neurath and Robert S. Cohen), Empiricism and Sociology, Dordrecht: Reidel, 1973.
- Marie Neurath & Robin Kinross, The transformer: principles of making Isotype charts. London: Hyphen Press, 2009.

## Семья
Сестра Курта Рейдемейстера. Жена Отто Нейрата.